# Sull'amore per le ricchezze
Sull'amore per le ricchezze (Περὶ φιλοπλουτίας - De cupiditate divitiarum) è il titolo di una declamazione, probabilmente giovanile, di Plutarco nei suoi Moralia.

## Struttura
Dopo un'introduzione in cui Plutarco dice che la ricchezza non può acquistare la felicità, passa agli avari e ai prodighi comuni e mostra gli svantaggi della loro condizione: in entrambi il desiderio di beni e denaro è insaziabile, mentre negli avari è in conflitto con la sua soddisfazione. Da questi passa ai rapaci avari e prodighi, e dichiara questi ultimi meno offensivi. La scusa per cui gli avari risparmiano i soldi per i loro figli si dimostra assurda. Un'altra scusa per i ricchi, che alcuni (a differenza degli avari) fanno un uso generoso della loro ricchezza, viene confutata esaminando cosa si intende per "uso". Se l'uso è solo per ottenere la sufficienza, i ricchi non stanno meglio degli uomini con mezzi moderati. Se "uso" è spendere ricchezza in lussi, la ricchezza è solo spettacolo e spettacolo.

## Analisi critica
Le idee guida del saggio sono aristoteliche, sebbene la fonte in ultima analisi sia Platone. Così Plutarco cita frammenti di Aristotele e di Teofrasto. Nella Politica, comunque, Aristotele distingue la ricchezza naturale, che consiste in ciò che è necessario alla vita o utile per la società di una città o famiglia, dalla ricchezza non naturale, che è costituita dal denaro ed è illimitata. È su questa distinzione tra l'utile o il necessario da un lato e il superfluo dall'altra che Plutarco costruisce la sua argomentazione, influenzato, nella discussione sulla liberalità, dall'Etica Nicomachea, sia direttamente che per mezzo di qualche altro scritto peripatetico. 
Plutarco non si limita ovviamente alle osservazioni platoniche e aristoteliche sull'argomento, ma si avvale anche di spunti cinici e di altri filosofi.
L'opera è il N. 211 nel catalogo di Lampria.